# English Babu Desi Mem
Pour plus de détails, voir Fiche technique et Distribution.
English Babu Desi Mem (इंग्लिश बाबू देसी मेम) est un film indien réalisé par Praveen Nischol, sorti en 1996.

## Synopsis
Hari fils ainé d’une riche famille indienne installée en Angleterre, et peu enclin au sérieux que requiert sa prestigieuse famille. Il décide de fuir un mariage arrangé et retourne en Inde. Un accident d’avion le fait échouer sur une plage où il est recueilli par une jeune femme qui vit avec sa petite sœur Bijuiya.
Hari se marie avec la jeune femme. Sa famille en Angleterre le croit mort.
Plusieurs années plus tard, alors que l’épouse d’Hari attend un heureux événement, leur maison prend feu les blessant grièvement tous les deux. L’enfant nait prématurément. Mais Hari et son épouse décèdent. Bijuiya reste seule et à seulement 10 ans décide de prendre en charge l’éducation de son neveu Nundu. Elle est soutenue par la communauté. Mais c’est une lourde charge et la seule chose que sache faire Bijuiya, c’est danser.
Huit ans plus tard elle danse dans un bar à bière en tenue légère.
Pendant ce temps en Angleterre Vikram le jeune frère de Hari apprend que celui-ci n’est pas mort dans l’accident d’avion et qu’il a un fils. Vikram décide de ramener l’enfant en Angleterre. Il part pour l’Inde, pays qu’il a renié ouvertement.
S’engage alors un combat entre la tante et l’oncle de Nundu pour la garde de celui-ci. Vikram n’hésite pas, pour arriver à ses fins, à flirter avec Bijuiya.
Bien que Bijuiya adore son neveu se considère comme sa mère, elle prend conscience qu’elle n’est pas un exemple pour l’enfant et le laisse partir pour l’Angleterre. Néanmoins, Vikram bien qu’il tente de résister, est tombé amoureux de Bijuiya.

## Fiche technique
- Titre : English Babu Desi Mem
- Titre original : इंग्लिश बाबू देसी मेम
- Réalisation : Praveen Nischol
- Scénario : S. Ali Raza
- Musique : Nikhil-Vinay
- Photographie : Ravikant Reddy
- Montage : V. N. Mayekar
- Production : Praveen Nischol
- Société de production : Daasa Movies
- Pays :  Inde
- Genre : Comédie dramatique, film musical et romance
- Durée : 170 minutes
- Dates de sortie : 
  -  Inde : 26 janvier 1996
  -  France : 22 janvier 1997

## Distribution
- Shahrukh Khan : Vikram / Hari / Gopal Mayur
- Sonali Bendre : Bijuriya
- Rajeshwari : Katariya
- Saeed Jaffrey : l'avocat Madadgar
- Kiran Kumar : Bheema Khalasi
- Sudhir Dalvi : le médecin